# Cymbopogon citratus
Citronnelle, Verveine des Indes
Ne pas confondre avec la plante mélisse officinale, appelée « citronnelle », ni avec la ville américaine de Citronelle.
Espèce
Classification phylogénétique
Taxons de rang inférieur
- Voir le texte

La Citronnelle ou Verveine des Indes (Cymbopogon citratus), est une espèce de plantes herbacées tropicales de la famille des Poacées (graminées), cultivée pour ses tiges et feuilles aux qualités aromatiques (à goût de citron). Elle contient du citronellol et entre dans la composition de l'huile de citronnelle de même que d'autres espèces du genre Cymbopogon, notamment Cymbopogon nardus.

## Dénominations
- Nom scientifique valide : Cymbopogon citratus (DC.) Stapf ;
- Noms vulgaires (vulgarisation scientifique) recommandés ou typiques en français : Citronnelle[1],[2],[3],[4] et Verveine des Indes[1],[3],[5],[4] ;
- Autres noms vulgaires ou noms vernaculaires (langage courant) pouvant désigner éventuellement d'autres espèces : herbe citron[2],[4], lemongrass[4] ou lemon-grass (anglicisme déconseillé[3]) ;
- Nom normalisé (nom technique) : en cosmétologie : lemongrass de l'Amérique Centrale[6].

Ne pas confondre cette espèce avec la mélisse citronnelle ou plus simplement citronnelle (Melissa officinalis L.), une plante vivace de la famille des Lamiacées.

## Description
Plante herbacée à longues feuilles linéaires, dressées, de 90 cm à 2 m de long, à bords rugueux et coupants, de couleur vert bleuté assez pâle. Tiges creuses, bulbeuses à la base, enveloppées dans la gaine des feuilles.
Plante vivace par ses rhizomes.

## Multiplication
Récupérer des tiges (les plus vertes). En plonger une à trois dans un grand verre d'eau avec une micro goutte d'engrais liquide et laisser à l'ombre. De petites radicelles viendront se former au bout d'une dizaine de jours.
On peut la multiplier également par division de touffes que l'on replante.

## Distribution

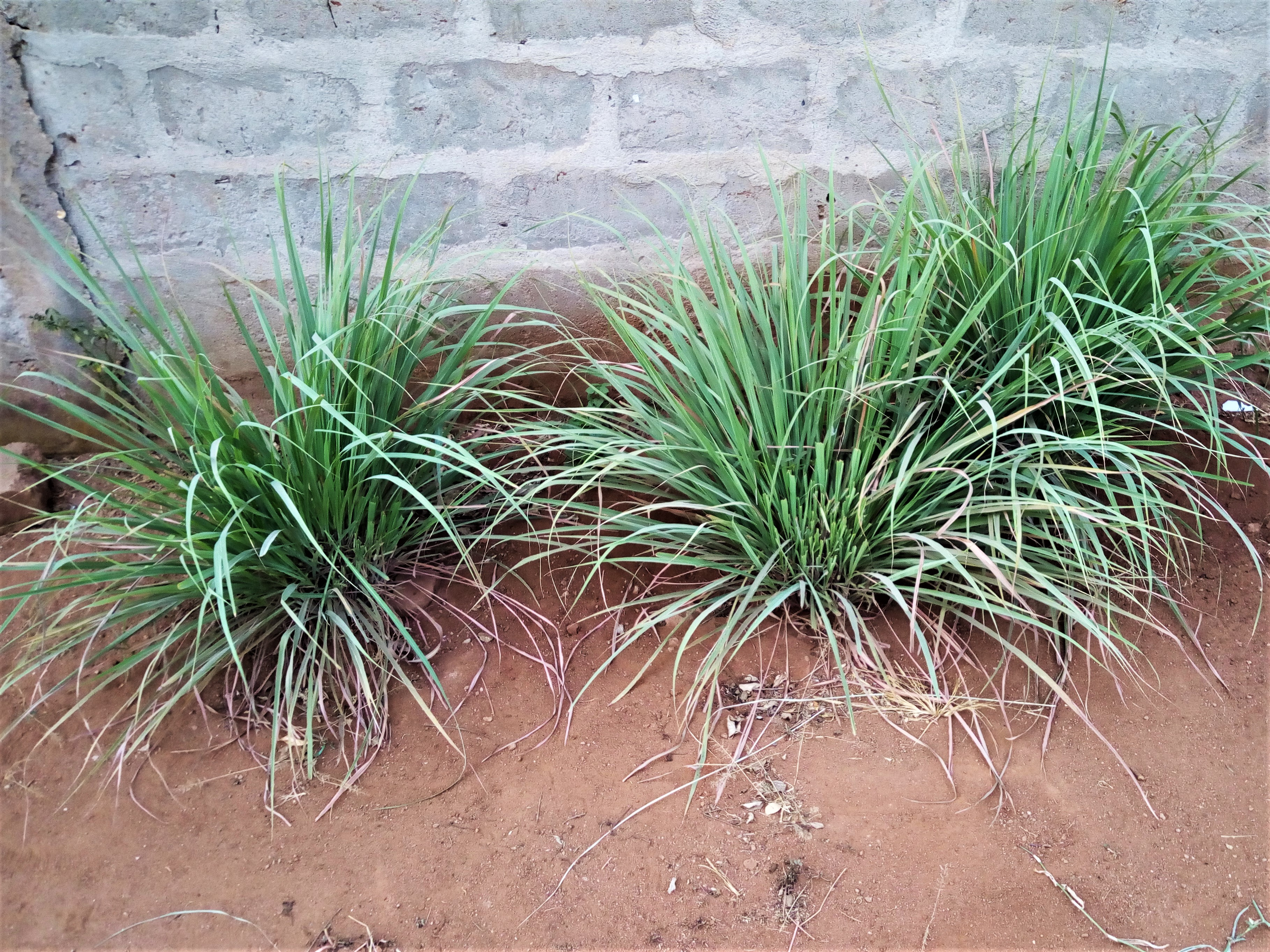
Citronnelle au Bénin.

Le pays d'origine de l'espèce Cymbopogon citratus est inconnu. Elle est surtout cultivée en Asie tempérée (Chine, Taiwan), en Afrique du nord (Algérie, Égypte, Maroc), Chypre, en Afrique de l'Ouest (Ghana, Togo, Bénin, Côte d'Ivoire), en Afrique Centrale (Congo-Brazzaville, Cameroun, Gabon), aux Caraïbes (Cuba, Haïti, Jamaïque, Porto Rico, Îles Vierges des États-Unis), au Mexique, en Amérique centrale (Belize, Costa Rica, Salvador, Guatemala, Nicaragua, Panama), ainsi qu'au Venezuela, Brésil, Bolivie, Colombie, Équateur, et Pérou. Elle est naturalisée en Argentine et Chili.

## Culture
Plante non rustique en climat tempéré, où il est nécessaire de la protéger du gel pendant la mauvaise saison. La citronnelle nécessite un arrosage relativement abondant. Un substrat humide à tendance sablonneuse, de préférence légèrement enrichi, lui garantira une croissance optimale. Lorsque le climat est assez chaud, on peut la cultiver en pleine terre ou en pot sans aucun problème.
Multiplication par division de touffes au printemps. Récolte au bout de quelques mois. On prélève la base de la tige.

## Plantes voisines
Le genre Cymbopogon comprend une cinquantaine d'espèces originaires d’Asie, dont certaines sont depuis très longtemps introduites et naturalisées dans tout le monde intertropical du fait de leurs excellentes aptitudes aromatiques culinaires et médicinales. Les noms commerciaux de C. citratus sont citronnelle, verveine des Indes, et, lemongrass (huile essentielle). Elle pourrait être d'origine indienne. La citronnelle dite de Ceylan, est la plus commercialisée dans le monde et est extraite de C. nardus (L.) Rendle. La citronnelle de Java correspond à l’espèce C. winterianus. Les appellations lemongrass, gingergrass et palmarosa renvoient respectivement à C. flexuosus, C. martinii var. sofia, et C. martinii var. motia.
La citronnelle de l'Inde ne doit pas non plus être confondue avec d'autres « citronnelles » :
- le thym citron, appelé aussi citronnelle ;
- la verveine citronnelle, plante aromatique de la famille des Verbenaceae ;
- la mélisse citronnelle, plante médicinale et aromatique de la famille des Lamiaceae ;
- l'aurone citronnelle, plante aromatique de la famille des Asteraceae ;
- le pélargonium citronnelle, plante de la famille des Geraniaceae.

## Utilisation

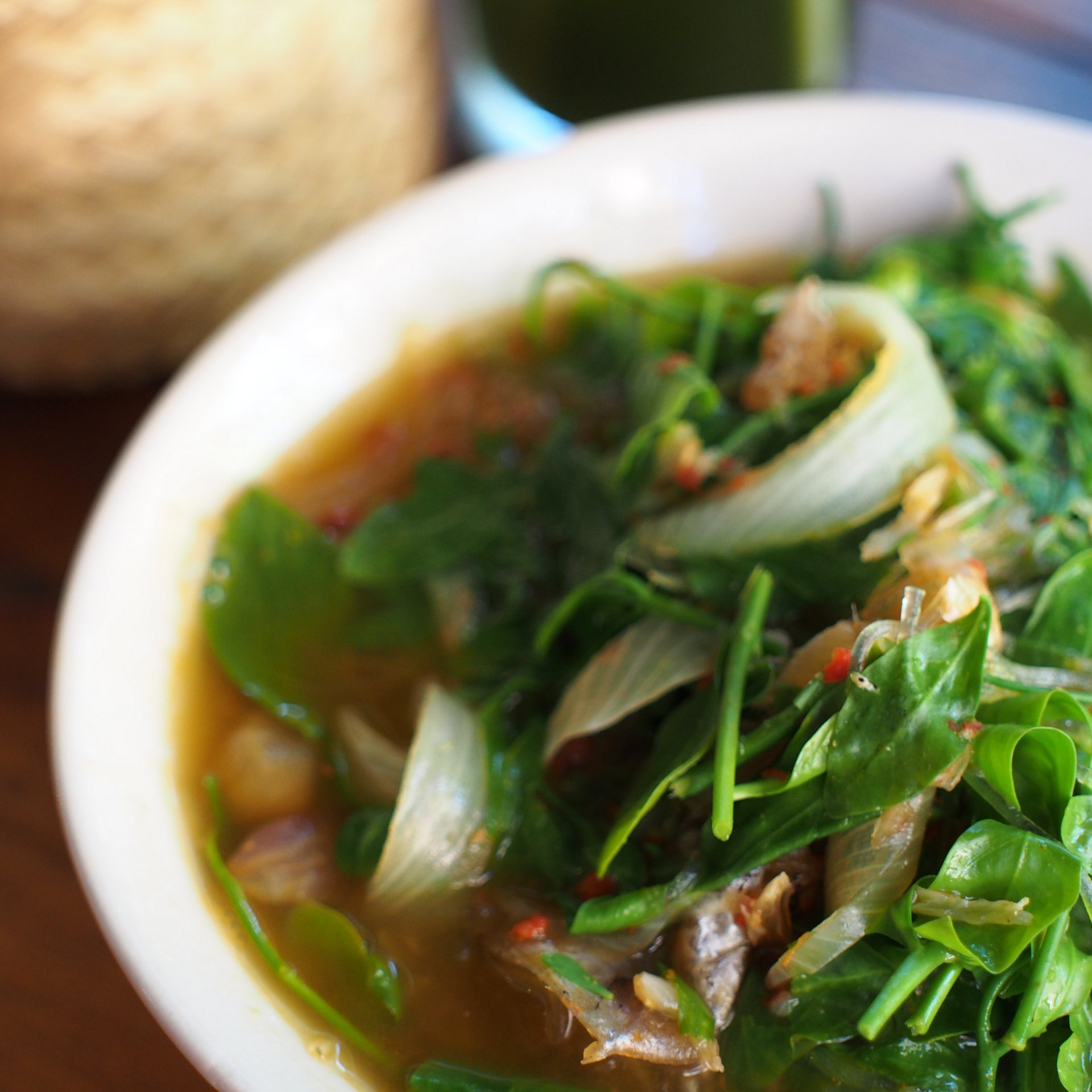
Le kaeng pa, curry thaïlandais contenant généralement de la citronnelle.

### Gastronomie
La base des tiges fraîches, ciselée en rondelles, sert pour aromatiser les crudités, salades, marinades, potages, etc. C'est un ingrédient traditionnel de la cuisine du Sud-Est de l'Asie (Inde, Thaïlande, Viêt Nam, Indonésie, etc.). Les cuisiniers thaïs ou vietnamiens emploient les tiges de la citronnelle pour donner un goût citronné à leurs plats. On ne consomme que la partie la plus tendre de ce « jonc odorant », soit 6 à 7 cm à partir de la base. Retirer les feuilles externes et couper les deux extrémités de la tige - utiliser le centre. Il est préférable de couper la citronnelle en gros morceaux afin de pouvoir les enlever facilement après cuisson.
Au nord du Maroc, elle est utilisée pour aromatiser le thé vert à la menthe. Ses feuilles séchées sont aussi très utilisées dans les cuisines malaisienne, indonésienne et chinoise pour les marinades de poisson ou les viandes grillées. On la retrouve également, fraîche, dans quelques recettes françaises.
Elle se marie bien avec le gingembre, la noix de coco, l’ail, l’échalote et le piment.

### Action répulsive et insecticide

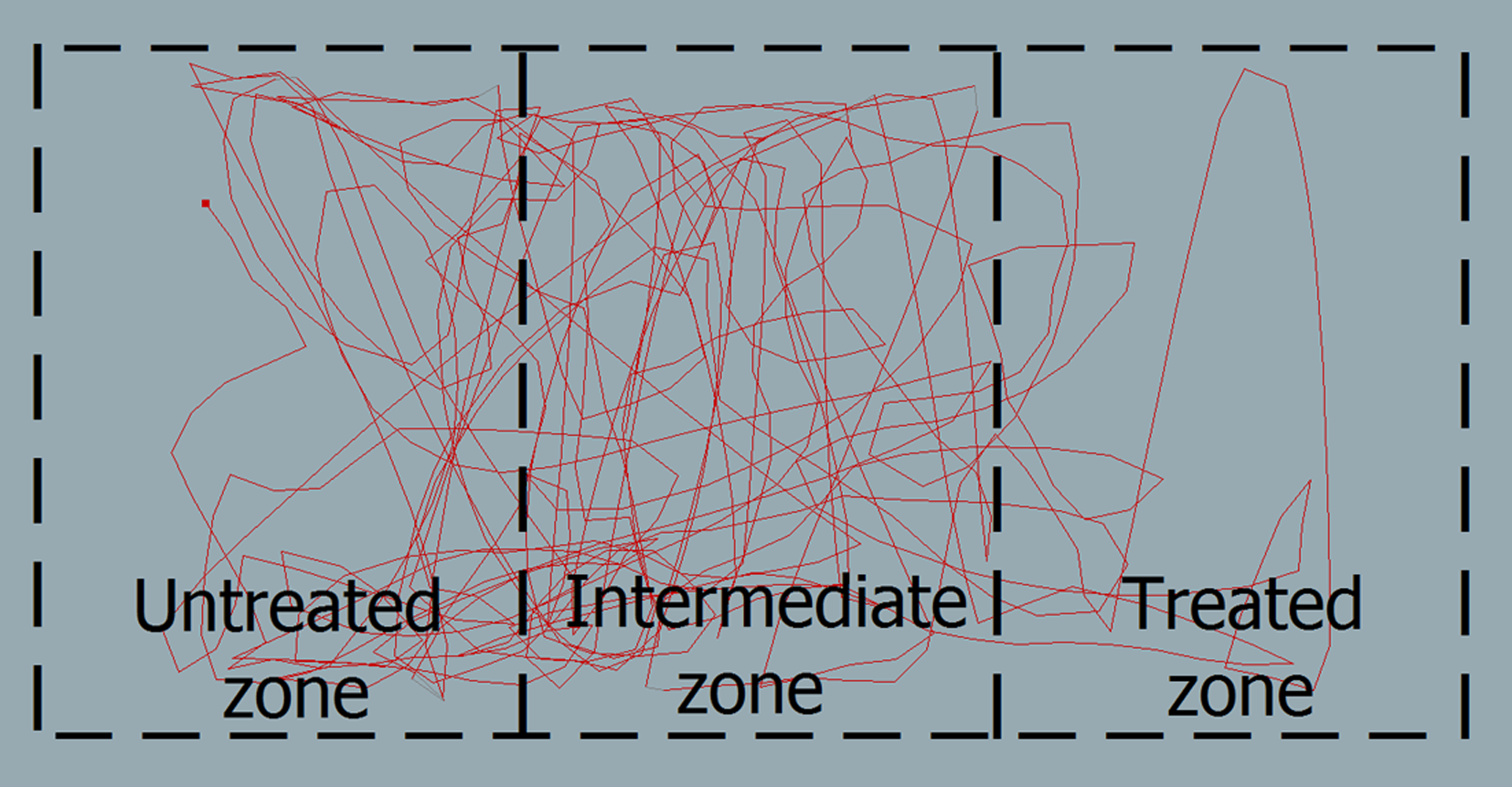
Test de l'activité répulsive de l'huile essentielle de citronnelle. Image de poursuite vidéo d'une mouche charbonneuse.

Traditionnellement, on en extrait de la citronnelle une huile essentielle, l'huile de citronnelle, utilisée comme répulsif contre les moustiques. Cette huile est obtenue par distillation de la plante à la vapeur d'eau. Il faut environ cent kilos de plante pour produire un litre d'huile essentielle de citronnelle. En Afrique centrale, la citronnelle est traditionnellement plantée aux alentours des maisons car son odeur repousserait les moustiques.
Le problème le plus commun associé aux effets répulsifs et insecticides de l'huile essentielle de citronnelle est que son efficacité n'excède pas quelques heures (efficacité moyenne chutant en dessous de 70 % après 2 heures d'application topique) comparé à des substances synthétiques comme le N,N-diéthyl-3-méthylbenzamide (DEET) qui au contraire conservent le même pouvoir insecticide sur une certaine marge de temps beaucoup plus importante. La citronnelle a en revanche le bénéfice d'être considérablement moins toxique pour l'être humain que le DEET entre autres insecticides commerciaux. La durée de l'effet répulsif de la citronnelle peut être modérément augmentée en privilégiant des compositions topiques semi-solides en lieu et place de formulations strictement liquides qui elles sont trop volatiles et donc rapidement inefficaces au-delà de quelques heures. Dans le cadre de la lutte contre la malaria dans des contrées sub-sahariennes, des études ont montré que certains moustiques du complexe d'espèces Anopheles gambiae devenus résistants aux insecticides commerciaux à base de dérivés de divers pyréthrinoïdes naturels et synthétiques pouvaient voir leur prolifération combattue efficacement grâce aux composants d'huiles essentielles de certaines plantes dont la citronnelle, d'autres membres du genre Cymbopogon mais aussi de diverses autres plantes. Certains composants de l'huile essentielle de citronnelle ont prouvé être beaucoup plus répulsifs, voire mutagènes, en synergie avec le citral envers des parasites du genre Leishmania, que du citral pur.
Cette huile essentielle a aussi été proposée pour éloigner les mouches charbonneuses qui piquent les animaux domestiques.
Le citral, l'eucalyptol et autres monoterpènes présents dans l'huile essentielle de citronnelle dans une certaine proportion ont démontré aussi leur effectivité en tant que répulsifs et insecticides pour la mouche domestique, et permettraient la production d'insecticides commerciaux avec une toxicité quasi nulle pour l'homme.